# Johann Jakob von Tschudi
Johann Jakob von Tschudi (Glarus, 25 de julho de 1818 — Lichtenegg, 8 de outubro de 1889) foi um naturalista e explorador suíço.
Tschudi nasceu em Glarus, e estudou ciências naturais e medicina nas universidades de Neuchâtel, Leiden e Paris. Em 1838, viajou ao Peru, onde permaneceu durante cinco anos, explorando e coleccionando plantas nos Andes. Entre 1857 e 1859 visitou o Brasil e outros países da América do Sul. Em 1860, era o embaixador suíço designado no Brasil, permanecendo até 1868, altura em que de novo se dedicou a explorar o meio rural e a coleccionar para os museus de Neuchâtel, Glarus e Friburgo.
Entre suas andanças pelo Brasil, passou rapidamente por Cananéia, Paranaguá e Antonina, pois em maio de 1958 o navio Catarinense que o levaria para o extremo sul do país sofre danos mecânicos e assim utiliza este período para registrar aspectos da mata atlântica local e reproduzir algumas gravuras, como a baia de Paranaguá.
No início de 1859, retornou à Suíça, encaminhando relatório sobre a situação doscolonos suíços ao Departamento do Interior. Em seguida, foi designado, no dia 15 denovembro de 1859, Embaixador Extraordinário da Suíça no Brasil, cargo que ocupou entre1860 e 1861. Foi nessa viagem ao Brasil que fez as anotações que deram origem à obra de cinco volumes Reisen durch Südamerika, publicada entre 1866 e 1869.
Para situar a questão da natureza em seu livro Viagem às províncias de Rio de Janeiro e São Paulo, Tschudi faz descrições geográficas dos locais nos quais passou, entretanto, fez de maneira bastante superficial. Consequentemente, a importância da natureza, em sua obra, bem como para a formação da nação brasileira é pequena. Entretanto, mesmo gastando pouca tinta com esse tema, o autor trouxe à baila três questões: a exploração irracional da terra, as estradas pelas quais ele passou e os produtos comercializados pelo Brasil em especial o café.

## Obras
- Untersuchungen uber die Fauna Perus (1844-47)
- Peruanische Reiseskizzen während der Jahre 1838-42(1846)
- Die Ketchuasprache (1853)
- Reise durch die Andes von Südamerika (1860)
- Die brasilianische Provinz Minas-Geraes (1863)
- Reisen durch Südamerika (1866-69)